# Скуби-Ду! Искусство борьбы
«Скуби-Ду! Искусство борьбы» (англ. Scooby-Doo WrestleMania Mystery) — 21-й полнометражный рисованный мультфильм о Скуби-Ду и компании его друзей. Мультфильм был создан студиями Hanna-Barbera, WWE Studuos и Warner Bros. Animation.
В фильме Скуби и его банда решают тайну на шоу WWE — WrestleMania.
Сиквел фильма — «Скуби-Ду! и проклятье демона скорости» вышел в 2016 году.

## Сюжет
Скуби-Ду и Шегги выигрывают путевку в город WWE на шоу WrestleMania, победив на самом сложном уровне последней видеоигры организации. По настоянию дуэта Фред, Дафна и Велма соглашаются присоединиться к ним в поездке в город WWE. По прибытии Таинственная машина разбивается о канаву после того, как Фред едва избежал столкновения с енотом. Банда встречает Джона Сину, его тренера Куки и племянника Куки Рубена, прежде чем Сина поднимает Таинственную машину обратно на дорогу. Они также встречают Баярда, охотника, который презирает WWE за то, что они построили свой город в его лесу. Сина дарит банде VIP-билеты на следующее шоу, чтобы загладить вину за их стычку с Байярдом.
На шоу Мистер Макмэн представляет титул чемпиона WWE, который оставался вакантным с тех пор, как последний матч Кейна был отменен.

## Роли озвучивали
- Фрэнк Уэлкер как Скуби-Ду и Фред Джонс
- Минди Кон как Велма Динкли
- Грей Делайл как Дафна Блейк
- Мэттью Лиллард как Шэгги Роджерс
- Чарли Си Диттон как Куки
- Мэри Макгорак как Мисс Ричардс
- Джон Сина
- Кейн